# ナベコウ
ナベコウ（鍋鸛、Ciconia nigra）は、鳥綱コウノトリ目コウノトリ科コウノトリ属に分類される鳥類。

## 分布
アフリカ大陸やユーラシア大陸に分布し、アフリカ大陸南部やユーラシア大陸の中緯度地域で繁殖する。冬季になると越冬のためアフリカ大陸中部やユーラシア大陸南部へ渡る。南アフリカの北部では留鳥として周年生息する。日本では冬季にまれに飛来した例（まれな冬鳥もしくは迷鳥）がある。

## 形態
全長95 - 110センチメートル。翼長52 - 60センチメートル。全身は緑色や紫色の光沢がある黒。種小名nigraは「黒い」の意で、英名（black）と同義。胸部から腹部・尾羽基部の下面を被う羽毛（下尾筒）は白い。
眼の周囲に羽毛がなく、赤い皮膚が裸出する。嘴や後肢の色彩は暗赤色。

## 生態
開けた森林内にある河川や湖、湿原などに生息する。単独もしくは小規模な群れを形成して生活する。
魚類、両生類、小型哺乳類、昆虫などを食べる。
繁殖様式は卵生。ペアで繁殖し、集団繁殖地（コロニー）は形成しない。2 - 6個の卵を産む。抱卵期間は32 - 38日。雛は孵化してから63 - 71日で巣立つ。

## 人間との関係
生息数の推移は不明だが、分布が非常に広域で2017年現在は種として絶滅のおそれは低いと考えられている。森林伐採による営巣木の減少、ダム建設や排水・農地開発による生息地の破壊、農薬による中毒、電線などによる衝突死、狩猟などによる影響が懸念されている。